# Dirkou
Dirkou es una comuna rural de Níger perteneciente al departamento de Bilma de la región de Agadez. En 2012 tenía una población de 10 435 habitantes, de los cuales 5112 eran hombres y 5323 eran mujeres.
Se encuentra en el escarpe norteño de Kaouar, una línea de acantilados norte sur que forman un conjunto aislado de oasis en el desierto del Sáhara.  
El pueblo se encuentra justo al sur de Séguédine, y alrededor de 90 km al norte de la capital departamental, Bilma. Aunque aislado en el Níger moderno, en el pasado se encontraba sobre la importante ruta central sudanesa del comercio transahariano, que conectaba la costera Libia y el Fezzan al Imperio Kanem-Bornu cerca del Lago Chad. Su población está formada principalmente por tradicionales pueblos kanuri sedentarios, así como seminómadas tuaregs y tebu.

## Transporte
La población cuenta con un aeropuerto, el Aeropuerto de Dirkou.